# Passeriniella obiones
Passeriniella obiones är en svampart som först beskrevs av P. Crouan & H. Crouan, och fick sitt nu gällande namn av K.D. Hyde & Mouzouras 1988. Passeriniella obiones ingår i släktet Passeriniella, klassen Dothideomycetes, divisionen sporsäcksvampar och riket svampar.  Arten är reproducerande i Sverige. Inga underarter finns listade i Catalogue of Life.